# Calcutta (dokumentarfilm)
Calcutta er en dansk udviklingsbistandsfilm fra 1978 instrueret af Peter Dalhoff-Nielsen.

## Handling
I delstaten Vestbengalen i Indien er der for lidt jord at dyrke og for mange munde at mætte. Derfor strømmer tusinder dagligt til storbyen Calcutta i et forsøg på at overleve. Men det løser ikke deres problemer. De ender fattigere end nogensinde.